# Antero
Antero  è un nome proprio di persona italiano maschile.

## Varianti
- Maschili: Anterio
  - Alterati: Anterino
- Femminili: Antera[1]
  - Alterati: Anterina

### Varianti in altre lingue
- Basco: Anter[4]
- Catalano: Anter[4]
- Greco antico: Ἀντέρως (Anteros)
- Latino: Anterus, Antherus[2]
- Spagnolo: Antero[4]

## Origine e diffusione

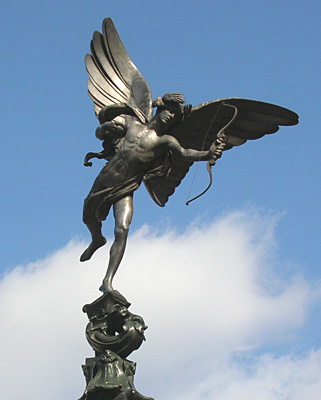
Statua di Anteros in piazza Piccadilly Circus di Londra

Deriva dal greco antico Ἀντέρως (Anteros), composto da αντι (anti, "opposto", "contrario", "diverso", da cui anche Antipatro, Antigono, Antioco, Antiope e Antinoo) ed ερως (eros, "amore", da cui anche il nome Eros); il suo significato può essere quindi interpretato come "contrario all'amore", "amore non corrisposto", "amore diverso" e via dicendo. Nella mitologia greca, Anteros era un dio fratello di Eros e a lui contrapposto.
Alcune fonti fanno altresì notare che αντι significa anche "uguale", "complementare", e che il dio greco presiedeva all'amore corrisposto, venendo solo successivamente reinterpretato.
Va notato che questo nome coincide con Antero, una forma finlandese di Andrea.

## Onomastico
Viene festeggiato il 3 gennaio in memoria di sant'Antero, papa e martire a Roma. Si ricorda con questo nome anche il beato Antero Mateo Garcia, martire a Valdevimbre.

## Persone
- Antero, papa e santo
- Antero Maria Micone, sacerdote italiano